# ATC H05 – Kalcium-homeosztázis
Az ATC H05 – Kalcium-homeosztázis a gyógyszerek anatómiai, gyógyászati és kémiai osztályozási rendszerének (ATC) egyik alcsoportja.
| ATC H   | Szisztémás hormonkészítmények, a nemi hormonok kivételével |
| ------- | ---------------------------------------------------------- |
| ATC H01 | Hipofízis-hormonok, hipotalamusz-hormonok és analógjaik    |
| ATC H02 | Szisztémás kortikoszteroidok                               |
| ATC H03 | Pajzsmirigy-terápia                                        |
| ATC H04 | Hasnyálmirigy-hormonok                                     |
| ATC H05 | Kalcium-homeosztázis                                       |

## H05AParathyroidhormones and analogues

### H05AA Parathyroid hormones and analogues
H05AA01 Parathyroid gland extract
H05AA02 Teriparatide

## H05B Anti-parathyroid hormonok

### H05BA 	Kalcitonin-készítmények
H05BA01 Calcitonin (salmon synthetic)
H05BA02 Calcitonin (pork natural)
H05BA03 Calcitonin (human synthetic)
H05BA04 Elcatonin

### H05BX Egyéb anti-parathyreoid készítmények
H05BX01 Cinacalcet
H05BX02 Paricalcitol
H05BX03 Doxercalciferol